# Russell (Iowa)
Russell – miasto w Stanach Zjednoczonych, w stanie Iowa, w hrabstwie Lucas. Zgodnie ze spisem statystycznym z 2000 roku, miasto liczyło 559 mieszkańców.